# 水谷竹紫

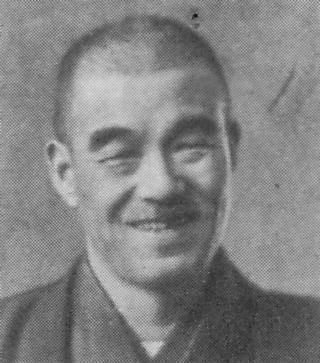
水谷竹紫

水谷 竹紫（みずたに ちくし、1882年（明治15年）10月8日 - 1935年（昭和10年）9月14日）は日本の劇作家、演出家、編集者。第2次芸術座の中心人物として活動した。
女優の水谷八重子は義妹。

## 経歴
長崎県長崎区（現・長崎市）出身。岡山尋常中学（現・岡山県立朝日高等学校）、県立大村中学（現・長崎県立大村高等学校）を経て、1901年（明治34年）、東京専門学校（現・早稲田大学）予科に入学。本科では早稲田大学文学部哲学科。同級に詩人の相馬御風が居た。
1906年（明治39年）、早稲田大学を卒業し、姫路連隊に一年志願兵として入隊。翌年には神楽坂の名妓と結婚するが、この夫人の妹が後の水谷八重子である。
1908年（明治41年）、兄が印刷業を始めたのを機に、安部磯雄を主幹としたスポーツ雑誌『運動世界』を創刊。この雑誌は、一部を針重敬喜が手伝った他はほとんど竹紫一人で作ったものであった。しかし、兄の仕事が不調に終わったため、翌年より編集などは弓館小鰐が引き継ぐこととなる。
1910年（明治43年）、やまと新聞に入社。学芸部で劇評を担当することになる。また、同誌では『熱灰』という小説の連載もしていた。
1913年（大正2年）、相馬御風らの推薦もあって島村抱月の芸術座（第1次芸術座）に参加。この時から八重子を劇に参加させるようになる。
しかし、松井須磨子との確執などもあって、第1回公演に参加後、芸術座からは離れる。なお、芸術座はその後、島村の急死によって1919年（大正8年）に解散した。
1918年（大正7年）、講道館に協力して雑誌『柔道』を創刊。翌年には東京日日新聞社（現・毎日新聞社）に入社し、編集局長・社会部長を務めた。
1924年（大正13年）、演劇界の発展と八重子の育成を目的に芸術座を再興（第2次芸術座）、中心人物として活動を続けるが、1928年（昭和3年）、悪性腫瘍が発生したため左腕を切断。芸術座の満州公演で忙しかったことなどもあり、本格的に医者にかかるのが遅れたことが切断しなければならないほど悪化する原因であった。
しかし以後も精力的に活動を続け、松竹との提携や新派一座との共同公演などを行った。
1935年（昭和10年）9月14日、胃ガンのため死去。墓所は築地本願寺和田掘廟所。

## その他
- 早稲田大学野球部OBチームの名称は「稲門倶楽部」というが、この「稲門」という名称を考えたのは竹紫であると言われている[1]。これは、1911年（明治44年）、白瀬矗の南極探検隊の資金集めのため早稲田OBと慶應OBで野球の有料試合が行われた際に付けられた。
- スポーツ全般が趣味で、柔道は二段であった。
- 左腕を切断後、やはり右腕を切断した劇作家の額田六福とふざけて二人羽織をやって笑いあっていたという[2]。
- 民衆芸術研究会というグループが寄付を求めてきたときは竹紫は10円を寄付した[3]